# Franco Petroli
Franco Petroli (Avellaneda, 11 giugno 1998) è un calciatore argentino, portiere del Godoy Cruz.

## Carriera

### Club
Entrato a far parte del settore giovanile del River Plate all'età di dieci anni, Petroli ha iniziato a far parte del gruppo della prima squadra nel 2021, ma nei tre anni successivi non è mai riuscito a fare il suo esordio. Nel 2023 è stato ceduto in prestito per sei mesi all'Estudiantes (RC), dove ha giocato il suo primo incontro ufficiale il 9 giugno contro il San Martín (T). Nel complesso ha disputato un'ottima stagione subendo sole 12 reti in 23 incontri.
Rientrato al River, il 4 gennaio 2024 è stato ceduto a titolo definitivo al Godoy Cruz.

### Nazionale
Ha giocato nella nazionale argentina Under-17.
Nel 2017 ha partecipato con la Argentina Under-20 al campionato sudamericano ed al campionato mondiale, senza giocare alcun incontro in nessuna delle due competizioni.

## Statistiche

### Presenze e reti nei club
Statistiche aggiornate al 13 giugno 2024.
| Stagione        | Squadra          | Campionato      | Campionato | Campionato | Coppe nazionali | Coppe nazionali | Coppe nazionali | Coppe continentali | Coppe continentali | Coppe continentali | Altre coppe | Altre coppe | Altre coppe | Totale | Totale | Totale |
| Stagione        | Squadra          | Comp            | Pres       | Reti       | Comp            | Pres            | Reti            | Comp               | Pres               | Reti               | Comp        | Pres        | Reti        | Pres   | Reti   |        |
| --------------- | ---------------- | --------------- | ---------- | ---------- | --------------- | --------------- | --------------- | ------------------ | ------------------ | ------------------ | ----------- | ----------- | ----------- | ------ | ------ | ------ |
| 2021            | River Plate      | PD              | 0          | 0          | CA+CdL          | 0               | 0               | CL                 | 0                  | 0                  |             | -           | -           | 0      | 0      |        |
| 2022            | River Plate      | PD              | 0          | 0          | CA+CdL          | 0               | 0               | CL                 | 0                  | 0                  |             | -           | -           | 0      | 0      |        |
| 2023            | River Plate      | PD              | 0          | 1          | CA+CdL          | 0               | 0               | CL                 | 0                  | 0                  |             | -           | -           | 0      | 0      |        |
| 2023            | Estudiantes (RC) | PBN             | 23         | -23        | CA              | 2               | 0               |                    | -                  | -                  |             | -           | -           | 25     | -12    |        |
| 2024            | Godoy Cruz       | PD              | 4          | -2         | CA+CdL          | 1+13            | 0,-6            | CL                 | 2                  | -1                 |             | -           | -           | 20     | -9     |        |
| Totale carriera | Totale carriera  | Totale carriera | 27         | -14        |                 | 16              | -6              |                    | 2                  | -1                 |             | -           | -           | 45     | -21    |        |

## Palmarès

### Club

#### Competizioni nazionali
- Campionato argentino: 1

River Plate: 2021